# 密叶实蕨
密叶实蕨（学名：Bolbitis confertifolia）为实蕨科实蕨属下的一个种。

## 扩展阅读
- 維基物種上的相關：密叶实蕨